# Jewhen Piczkur
Jewhen Anatolijowycz Piczkur, ukr. Євген Анатолійович Пічкур (ur. 30 sierpnia 1979 w Żółtych Wodach) – ukraiński piłkarz, grający na pozycji pomocnika.

## Kariera piłkarska

### Kariera klubowa
Wychowanek miejscowego klubu Awanhard Żółte Wody. Karierę piłkarską rozpoczął w amatorskim zespole Metałurh Ordżonikidze, skąd na początku 2003 został zaproszony do drugoligowego klubu Olimpija FK AES Jużnoukraińsk. Potem przez pewien czas występował na poziomie amatorskim, a w 2006 wrócił do rozgrywek na profesjonalnym poziomie. Najpierw bronił barw klubu Hirnyk Krzywy Róg, po czym przeszedł do FK Ołeksandrija. Na początku 2007 został piłkarzem Krymtepłyci Mołodiżne. Wiosną 2009 bronił barw Desny Czernihów, a latem podpisał kontrakt z Wołynią Łuck, w składzie którego 18 lipca 2010 debiutował w Premier-lidze w meczu z Dniprem Dniepropetrowsk (0:2). Po zakończeniu sezonu 2011/12 opuścił wołyński klub. W czerwcu 2012 został zaproszony przez byłego trenera Wołyni Witalija Kwarcianego do Krywbasa Krzywy Róg, ale po odejściu trenera z klubu już 12 lipca 2012 przeniósł się do Worskły Połtawa, ale już 14 września 2012 za obopólną zgodą kontrakt został anulowany. W marcu 2013 roku powrócił do FK Ołeksandrija. Podczas przerwy zimowej sezonu 2013/14 przeniósł się do Heliosu Charków, w którym grał do lata 2014.

## Sukcesy i odznaczenia

### Sukcesy klubowe
- wicemistrz Pierwszej Lihi: 2009/10